# 萊斯特城女子足球俱樂部
萊斯特城女子足球俱樂部（英語：Leicester City Women Football Club）是位於英格蘭萊斯特郡萊斯特的一家職業女子足球俱樂部。球隊成立於2004年，並在2020年被萊斯特城足球俱樂部持有人王權國際集團收購。球隊現時參加英格蘭女子足球超級聯賽，主場在萊斯特的王權球場。

## 球員名單（2024–25）
最後更新：2025年1月15日

### 現役球員
註釋：國旗表示球員在國際足聯資格規則定義的國家隊。球員可能擁有一個以上非國際足聯國籍。
| 號碼 |          | 位置 | 球員           |
| ---- | -------- | ---- | -------------- |
| 1    | 德国     | 门将 | Janina Leitzig |
| 2    | 澳大利亚 | 后卫 | 考特妮·內文    |
| 3    | 英格兰   | 中场 | Sam Tierney    |
| 4    | 新西兰   | 后卫 | CJ·博特        |
| 5    | 蘇格蘭   | 后卫 | 蘇菲·霍華德    |
| 6    | 日本     | 中场 | 寶田沙織       |
| 7    | 加拿大   | 前锋 | 迪安·罗斯      |
| 8    | 芬兰     | 前锋 | Jutta Rantala  |
| 9    | 德国     | 前锋 | 莱娜·彼得曼    |
| 10   | 法國     | 前锋 | Noémie Mouchon |
| 11   | 比利时   | 中场 | Janice Cayman  |
| 12   | 英格兰   | 后卫 | Asmita Ale     |

| 號碼 |        | 位置 | 球員              |
| ---- | ------ | ---- | ----------------- |
| 17   | 法國   | 后卫 | Julie Thibaud     |
| 18   | 瑞典   | 中场 | Emilia Pelgander  |
| 19   | 英格兰 | 前锋 | Denny Draper      |
| 20   | 英格兰 | 前锋 | Missy Goodwin     |
| 21   | 威尔士 | 前锋 | Hannah Cain       |
| 22   | 比利时 | 后卫 | Sari Kees         |
| 27   | 英格兰 | 前锋 | Shannon O'Brien   |
| 28   | 法國   | 前锋 | Shana Chossenotte |
| 29   | 日本   | 前锋 | 籾木結花          |
| 30   | 英格兰 | 中场 | Ruby Mace         |
| 31   | 牙买加 | 后卫 | Chantelle Swaby   |

## 榮譽
聯賽
- 英格蘭女子足球冠軍聯賽（英语：Women's Championship）冠軍：2020–21
- 英格蘭足總女子北方全國聯賽（英语：FA Women's National League North）亞軍：2017–18
- 英格蘭足總女子密德蘭聯賽（第一級）冠軍：2015–16；亞軍：2014–15
- 密德蘭聯合女子足球聯賽（英语：Midland Combination Women's Football League）冠軍：2007–08；亞軍：2013–14
- 聯合東密德蘭超級聯賽冠軍：2006–07
- 聯合東密德蘭南方聯賽冠軍：2005–06
- 萊斯特郡聯賽冠軍：2004–05

盃賽
- 英格蘭足總女子超級聯賽盃（英语：FA Women's Premier League National Division）亞軍：2017–18
- 密德蘭聯合女子足球聯賽（英语：Midland Combination Women's Football League）亞軍：2007–08
- 聯合東密德蘭超級聯賽盃冠軍：2006–07
- 聯合東密德蘭南方聯賽盃冠軍：2005–06
- 萊斯特郡聯賽盃冠軍：2004–05
- 萊斯特郡與拉特蘭郡足總盃冠軍：2017–18、2013–14、2011–12、2010–11、2009–10、2008–09、2007–08、2006–07、2005–06；亞軍：2016–17、2012–13、2004–05

## 外部連結
- 官方网站

52°44′56″N 1°10′49″W / 52.74889°N 1.18028°W